# Dnipro Chersoń
Dnipro Chersoń (ukr. Дніпро Херсон) – ukraiński klub hokeja na lodzie z siedzibą w Chersoniu.

## Historia
W maju 2018 klub Dnipro Chersoń został zgłoszony do Ukraińskiej Hokejowej Ligi edycji 2018/2019, a trenerami drużyny zostali wówczas Dmytro Pidhurski i Ołeh Tymczenko, pełniący jednocześnie funkcję dyrektora klubowej szkoły młodzieżowej DjuSSz. W sezonie UHL 2018/2019 drużyna dotarła do finału zostając wicemistrzem Ukrainy. Na początku lutego 2021 ogłoszono, że Pidhurski nie będzie mógł sprawować stanowiska trenera Dnipra z uwagi na problemy zdrowotne, a p.o. głównego trenera został wtedy Tymczenko, a asystentem jako grający zawodnik Pawieł Worobjow (od początku sezonu w sztabie był Mykyta Wasyljew, który w lutym 2021 został wideotrenerem). Po sezonie trener Tymczenko odszedł z klubu. We wrześniu 2021 do pracy na stanowisku głównego trenera wrócił Pidhurski, a jego asystentem został Ołeksandr Wasyljew. W edycji UHL 2021/2022 doszło do rozpadu ligi, a następnie przerwania rozgrywek wskutek inwazji Rosji na Ukrainę, po czym drużynie Dnipro uznaniowo przyznano brązowy medal.
Latem 2022 dyrektor klubu Mykyta Wasyljew poinformował, że z uwagi na trwające działanie wojenne w nadchodzącym sezonie drużyna Dnipro będzie rozgrywać domowe mecze w Kałuszu. W sierpniu 2022 nowym głównym trenerem został ogłoszony Ołeksandr Bobkin, a jego asystentami Rusłan Borysenko i Ołeksandr Wasyljew. We wrześniu władze klubu zgłosiły drużynę do sezonu 2022/2023. Przed startem tego sezonu ogłoszono, że wspomniany Wasyljew został dyrektorem sportowym. W trakcie sezonu Borysenko i Wasyljew zostali włączeni do składu drużyny.

## Sukcesy
- Czwarte miejsce w wyższej lidze: 2001
- Srebrny medal mistrzostw Ukrainy: 2019
- Brązowy medal mistrzostw Ukrainy: 2020, 2022, 2023, 2024

## Zawodnicy
W zespole Dnipro występowali m.in. Dmytro Pidhurski, Rostysław Sahło.